# 1967 في لبنان
فيما يلي قوائم الأحداث التي وقعت خلال عام 1967 في لبنان.

## أفلام
من الأفلام التي صدرت هذه السنة في لبنان:
- 1 يناير – سفر برلك من إخراج هنري بركات.

## كتب
من الكتب التي صدرت هذه السنة في لبنان:
- 1 يناير – قاموس المورد من تأليف منير البعلبكي.

## مواليد

### يناير
- 1 يناير – ريا الحفار الحسن سياسي لبنانية.
- 1 يناير – ستريدا جعجع سياسي لبنانية.
- 1 يناير – سلام ضاهر

### فبراير
- 5 فبراير – إسكندر نجار كاتب لبناني.

### أبريل
- 23 أبريل – نقولا صحناوي سياسي لبناني.

### يونيو
- 15 يونيو – سهى بشارة كاتبة لبنانية.

### أغسطس
- 21 أغسطس – سيرج تانكيان

### أكتوبر
- 10 أكتوبر – يزبك وهبة إعلامي ومذيع لبناني.

### ديسمبر
- 1 ديسمبر – عباس سعد لاعب كرة قدم أسترالي.